# Liste der brasilianischen Botschafter in Simbabwe
Die brasilianische Botschaft residiert in der neunten Etage des Old Mutual Tower, Harare.
Simbabwe erhielt am 18. April 1980 eine unabhängige Regierung, bei der innerhalb eines Monats der brasilianische Botschafter in Maputo, Marcel Dezon Costa Hasslocher, akkreditiert war.
Mit einem Gesetz vom 4. August 1987 wurde eine Botschaft in Harare dekretiert.
Seit 2000 ist der brasilianische Botschafter in Harare regelmäßig auch bei der Regierung in Lilongwe (Malawi) akkreditiert.
| Ernannt / Akkreditiert | Name                           | Bemerkungen                             | ernannt von               | akkreditiert bei | Posten verlassen |
| ---------------------- | ------------------------------ | --------------------------------------- | ------------------------- | ---------------- | ---------------- |
| 1. Okt. 1986           | Bernardo de Azevedo Brito      |                                         | Tancredo Neves            | Canaan Banana    |                  |
| 1997                   | Ricardo Luiz Viana de Carvalho |                                         | Fernando Henrique Cardoso | Robert Mugabe    |                  |
| 8. Juni 2004           | George Ney de Souza Fernandes  |                                         | Luiz Inácio Lula da Silva | Robert Mugabe    |                  |
| 22. Apr. 2008          | Raul de Taunay                 |                                         | Luiz Inácio Lula da Silva | Robert Mugabe    |                  |
| 20. Apr. 2011          | Márcia Maro da Silva           | (* 29. Dezember 1963 in Rio de Janeiro) | Dilma Rousseff            | Robert Mugabe    |                  |